# Bataille de 73 Easting
Guerre du Golfe
Batailles
- Bataille des ponts
- Prise du palais Dasman
- Bataille de l'île de Failaka
- Vol British Airways 149

- Opération Bouclier du désert
- Opération Artimon
- Busiris
- Salamandre
- Tempête du désert
- Daguet
- Bataille d'Ad-Dawrah
- Bataille de Khafji
- Bataille au large de Bubiyan
- Bataille de Hafar Al-Batin
- Highway of Death
- Bataille de 73 Easting
- Medina Ridge
- Aérodrome de Jalibah
- Bataille de Norfolk

- Aérodrome de Safwan
- Bataille de Rumaila

La bataille de 73 Easting (nom provenant d'un repère géographique dans un système « easting and northing » à deux coordonnées) est une bataille de chars décisive livrée entre les forces blindées américano-britanniques et la garde républicaine irakienne les 26-27 février 1991 pendant la guerre du Golfe. Elle s'inscrit dans le cadre de l'opération « Sabre du désert », offensive terrestre de la Coalition exécutée dans la nuit du 23 au 24 février sous le commandement du général Norman Schwarzkopf. Les Américains pénètrent dans le sud de l'Irak depuis l'Arabie saoudite afin de couper la retraite des forces irakiennes du Koweït et de détruire les unités de la garde républicaine déployées près de la frontière irako-koweïtienne.

## Ordre de bataille

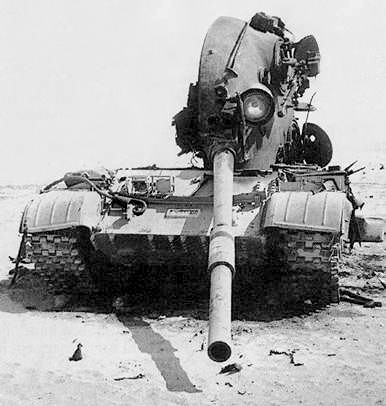
Char irakien T-62 mis hors de combat par la 3e division blindée américaine.

### Coalition
- 2e régiment de cavalerie américain (unité de reconnaissance du VIIe corps de la 3e armée américaine) ;
- 3e division blindée américaine ;
- 1re division d'infanterie américaine ;
- 1re division blindée britannique.

### Forces irakiennes
- 18e brigade mécanisée de la garde républicaine irakienne ;
- 9e brigade blindée de la 12e division blindée irakienne.

## Déroulement de la bataille

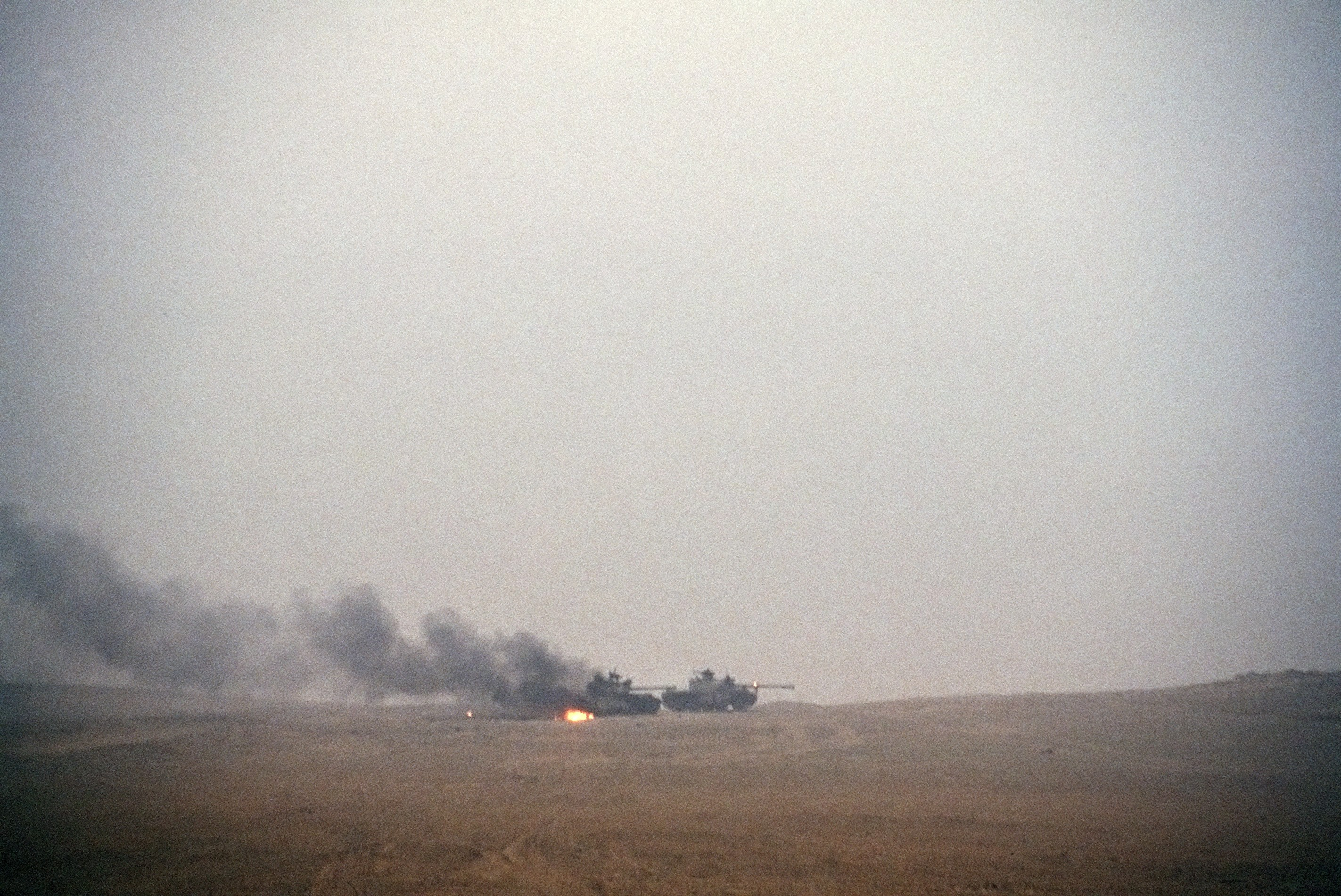
Chars irakiens Type 69 en flammes après avoir été neutralisés par la 1re division blindée britannique.

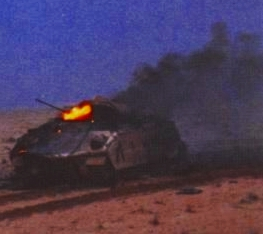
Le M2/M3 Bradley américain détruit le 26 février 1991.

Le 26 février à 16 h 22, l'avant-garde du VIIe corps américain identifie huit T-72 durant leur avancée dans le désert irakien. Par peur de perdre l'effet de surprise, le commandement américain décide de lancer une attaque contre leurs positions.
13 M2/M3 Bradley et 10 M1A1 Abrams américains sont engagés dans l'opération. Disposant de lunettes de vision nocturne, les Américains percent rapidement les lignes irakiennes et détruisent plus de 20 chars irakiens, ainsi que des casemates, faisant de nombreux prisonniers en une vingtaine de minutes. Les forces américaines reçoivent bientôt des renforts.
À 18 h 30, plusieurs T-55 et T-72 irakiens lancent une contre-attaque. Malgré leur supériorité numérique, ils sont mis hors de combat par les obusiers américains et les AH-64 Apache de l'US Army Aviation.
À 21 h 00, un M3 Bradley est détruit par un BMP-1 irakien alors que sa tourelle avait été endommagée lors d'un autre combat. C'est la seule perte matérielle de l'armée américaine ; un membre d'équipage est tué et douze autres sont blessés.
À 22 h 30, la bataille prend fin, la 1re division d'infanterie américaine continue de progresser dans le désert, progressant vers l'objectif Norfolk. De nombreux chars irakiens sont laissés en flammes sur le terrain tandis que d'autres ont été capturés par les Américano-Britanniques.
Le 27 février, à 0 h 30, les Britanniques de la 1re division blindée doivent repousser une attaque irakienne dans leur secteur, faisant appel à un soutien d'artillerie (LRM M270) et à des AH-64 Apache afin de neutraliser les blindés irakiens. Environ 40 chars ennemis sont détruits.

## Conséquences
Le jour suivant, le 28 février 1991, les combats en Irak cessent, marquant la fin de la guerre du Golfe.